# Paolo Savoldelli
Paolo Savoldelli, född 7 maj 1973 i Clusone, Bergamo, är en italiensk före detta professionell tävlingscyklist. Savoldelli är känd för att vara en av de allra bästa cyklisterna i branta nedförsbackar vilket givit honom smeknamnet Il Falco, "Falken".
Savoldelli vann Giro del Trentino 1998 och 1999.
2002 vann Savoldelli Giro d'Italia, trots att han inte tog någon etappseger. Efter det var hans karriär full av skador och vurpor. 
Vändpunkten kom i Giro d'Italia 2005 då han tämligen oväntat vann en etapp och segrade totalt för andra gången. Han lyckades samma år vinna den 17:e etappen i Tour de France. Savoldelli vann intergirotävlingen 2006 i Giro d'Italia.
Savoldelli vann också den näst sista etappen, ett tempolopp, på 2007 års Giro d'Italia.
Under säsongen 2008 tävlade italienaren för LPR Brakes. Han slutade under säsongen tvåa på Settimana Ciclista Lombarda efter Danilo di Luca. Han slutade också femma på etapp 2 av 2008 års Giro d'Italia.
I juli 2008 berättade den tvåfaldige segraren av Giro d'Italia att han skulle lägga av efter den säsongen.

## Stall
- Rosslotto-ZG Mobili 1996–1997
- Saeco 1998–2001
- Index-Alexia Aluminio 2002
- T-Mobile Team 2003–2004
- Discovery Channel 2005–2006
- Astana Team 2007
- LPR Brakes 2008